# Associazione Calcio Brescia 1945-1946
Questa pagina raccoglie le informazioni riguardanti l'Associazione Calcio Brescia nelle competizioni ufficiali della stagione 1945-1946

## Stagione
La stagione 1945-1946 del Brescia terminò con un buon quinto posto la Divisione Nazionale dell'Alta Italia (il campionato era stato diviso in due, Alta Italia e centro-sud, per permettere più facilmente le trasferte in un'Italia distrutta; le prime quattro dei gironi si sarebbero disputate il girone di finale).
Mancò la qualificazione a causa della sconfitta nel doppio spareggio con il Milan. Raggiunti i rosso-neri all'ultima giornata grazie alla vittoria nello scontro diretto, le "rondinelle" pareggiarono 1-1 ai supplementari a Modena e persero per 2-1, sempre ai supplementari, a Bologna.

## Divise
Le maglie utilizzate in questa stagione furono completamente blu Savoia, con i calzoncini bianchi. Colori opposti per la divisa da trasferta.
| Casa | Trasferta |

## Rosa
| N. |                   | Ruolo | Calciatore           |
| -- | ----------------- | ----- | -------------------- |
|    | Italia (bandiera) | P     | Gino Merlo           |
|    | Italia (bandiera) | P     | Giovanni Gennari     |
|    | Italia (bandiera) | D     | Carlo Albini         |
|    | Italia (bandiera) | D     | Oscar Messora        |
|    | Italia (bandiera) | D     | Bruno Armanini       |
|    | Italia (bandiera) | D     | Cesare Gallea        |
|    | Italia (bandiera) | D     | Felice Mariani       |
|    | Italia (bandiera) | C     | Lodovico De Filippis |
|    | Italia (bandiera) | C     | Danilo Martelli      |
|    | Italia (bandiera) | C     | Arnaldo Salvi        |

| N. |                   | Ruolo | Calciatore           |
| -- | ----------------- | ----- | -------------------- |
|    | Italia (bandiera) | C     | Mario Andreis        |
|    | Italia (bandiera) | C     | Giovanni Prevosti    |
|    | Italia (bandiera) | C     | Giuseppe Trenzani    |
|    | Italia (bandiera) | C     | Enrico Merzoni       |
|    | Italia (bandiera) | C     | Mario Perazzolo      |
|    | Italia (bandiera) | A     | Carlo Alberto Quario |
|    | Italia (bandiera) | A     | Italo Rebuzzi II     |
|    | Italia (bandiera) | A     | Mario Ferrari        |
|    | Italia (bandiera) | A     | Giuseppe Barbi       |

## Alta Italia

### Girone di andata
| Bergamo 14 ottobre 1945 1ª giornata | Atalanta           | 0 – 0 | Brescia | Stadio Comunale\| Arbitro: \| Massironi (Milano) \| |
| Arbitro:                            | Massironi (Milano) |       |         |                                                     |

| Arbitro: | Cipriani (Milano) |

|                |           |  |
| De Filippis 5’ | Marcatori |  |

| Arbitro: | Buratti (Milano) |

|                 |           |             |
| De Filippis 11’ | Marcatori | 28’ Cergoli |

| Arbitro: | Balestrino (Oneglia) |

|                |           |                |
| Bertoni II 62’ | Marcatori | 33’ Rebuzzi II |

| Arbitro: | Camiolo (Milano) |

|                          |           |                    |
| Loik 24’ Ferraris II 30’ | Marcatori | 2’, 12’ Rebuzzi II |

| Arbitro: | Limido (Milano) |

|                |           |                   |
| Salvi 34’, 79’ | Marcatori | 58’ (aut.) Albini |

| Arbitro: | Carpani (Milano) |

|              |           |                |
| Zambelli 65’ | Marcatori | 22’, 40’ Salvi |

| Arbitro: | Silvano (Torino) |

|            |           |                        |
| Quario 59’ | Marcatori | 50’ Fabbri V 90’ Penzo |

| Arbitro: | Matucci (Seregno) |

|            |           |  |
| Quario 56’ | Marcatori |  |

| Arbitro: | Camiolo (Milano) |

|                                |           |             |
| Piola 58’, 65’ (rig.) Rava 81’ | Marcatori | 5’ Prevosti |

| Arbitro: | Zilli (Reggio Emilia) |

|                                       |           |            |
| Messora 45’ De Filippis 53’ Salvi 75’ | Marcatori | 83’ Ispiro |

| Arbitro: | Bernardi (Bologna) |

|              |           |  |
| Bassetto 75’ | Marcatori |  |

| Arbitro: | Agnolin (Bassano del Grappa) |

|                                     |           |                |
| Puricelli 14’ Gimona 36’ Bonomi 40’ | Marcatori | 89’ Rebuzzi II |

### Girone di ritorno
| Arbitro: | Limido (Milano) |

|                    |           |                   |
| Messora 25’ (rig.) | Marcatori | 88’ (rig.) Meazza |

| Arbitro: | Maglio (Torino) |

|                         |           |                 |
| Magotti 31’ Calveri 75’ | Marcatori | 22’ De Filippis |

| Arbitro: | Silvano (Torino) |

|             |           |  |
| Punteri 75’ | Marcatori |  |

| Arbitro: | Bonivento (Venezia) |

|                   |           |  |
| Martelli 46’, 72’ | Marcatori |  |

| Arbitro: | Scorzoni (Bologna) |

|                 |           |                                         |
| De Filippis 85’ | Marcatori | 16’ Castigliano 37’ Gabetto 40’ Mazzola |

| Bologna 24 febbraio 1946 19ª giornata | Bologna                | 0 – 0 | Brescia | Stadio Comunale\| Arbitro: \| Poggipollini (Ferrara) \| |
| Arbitro:                              | Poggipollini (Ferrara) |       |         |                                                         |

| Arbitro: | Poggipollini (Ferrara) |

|                                            |           |                 |
| Fabbri V 30’ Candiani 35’, 55’ Achilli 59’ | Marcatori | 31’ De Filippis |

| Arbitro: | Porcellana (Genova) |

|                                |           |                    |
| De Filippis 17’, 73’ Salvi 88’ | Marcatori | 65’ (rig.) Alberti |

| Arbitro: | Tassini (Verona) |

|              |           |                            |
| Sandroni 29’ | Marcatori | 25’ Messora 81’ Rebuzzi II |

| Arbitro: | Galeati (Bologna) |

|                                     |           |                  |
| Varglien II 19’ (aut.) Martelli 50’ | Marcatori | 12’ Spadavecchia |

| Arbitro: | Bellè (Venezia) |

|                       |           |                                       |
| Ispiro 73’ Sotgiu 78’ | Marcatori | 23’ Salvi 59’ Messora 64’ De Filippis |

| Arbitro: | Bernardi (Bologna) |

|                                            |           |                  |
| Quario 8’ Rebuzzi II 58’ Martelli 61’, 89’ | Marcatori | 32’ (rig.) Suppi |

| Arbitro: | Galeati (Bologna) |

|                |           |  |
| Salvi 25’, 83’ | Marcatori |  |

### Spareggi
| Arbitro: | Scorzoni (Bologna) |

|            |           |                |
| Quario 54’ | Marcatori | 37’ Rossellini |

| Arbitro: | Silvano (Torino) |

|                     |           |                 |
| Puricelli 70’, 103’ | Marcatori | 27’ De Filippis |

## Statistiche

### Statistiche di squadra
| Competizione        | Punti | In casa | In casa | In casa | In casa | In casa | In casa | In trasferta | In trasferta | In trasferta | In trasferta | In trasferta | In trasferta | Totale | Totale | Totale | Totale | Totale | Totale | DR |
| Competizione        | Punti | G       | V       | N       | P       | Gf      | Gs      | G            | V            | N            | P            | Gf           | Gs           | G      | V      | N      | P      | Gf     | Gs     | DR |
| ------------------- | ----- | ------- | ------- | ------- | ------- | ------- | ------- | ------------ | ------------ | ------------ | ------------ | ------------ | ------------ | ------ | ------ | ------ | ------ | ------ | ------ | -- |
| Divisione Nazionale | 30    | 13      | 9       | 2       | 2       | 24      | 12      | 13           | 3            | 4            | 6            | 14           | 21           | 26     | 12     | 6      | 8      | 38     | 33     | +5 |

### Statistiche dei giocatori
| Giocatore      | Serie A  | Serie A |
| Giocatore      | Presenze | Reti    |
| -------------- | -------- | ------- |
| C. Albini      | -        | 0       |
| M. Andreis     | -        | 0       |
| G. Barbi       | -        | 0       |
| L. De Filippis | -        | 10      |
| M. Ferrari     | -        | 0       |
| C. Gallea      | -        | 0       |
| G. Gennari     | -        | -       |
| F. Mariani     | -        | 0       |
| D. Martelli    | -        | 5       |
| G. Merlo       | -        | -       |
| E. Merzoni     | -        | 0       |
| O. Messora     | -        | 4       |
| M. Perazzolo   | -        | 0       |
| G. Prevosti    | -        | 1       |
| C.A. Quario    | -        | 4       |
| I. Rebuzzi II  | -        | 6       |
| A. Salvi       | -        | 9       |
| B. Armanini    | -        | 0       |
| G. Trenzani    | -        | 0       |